# L.A. Live

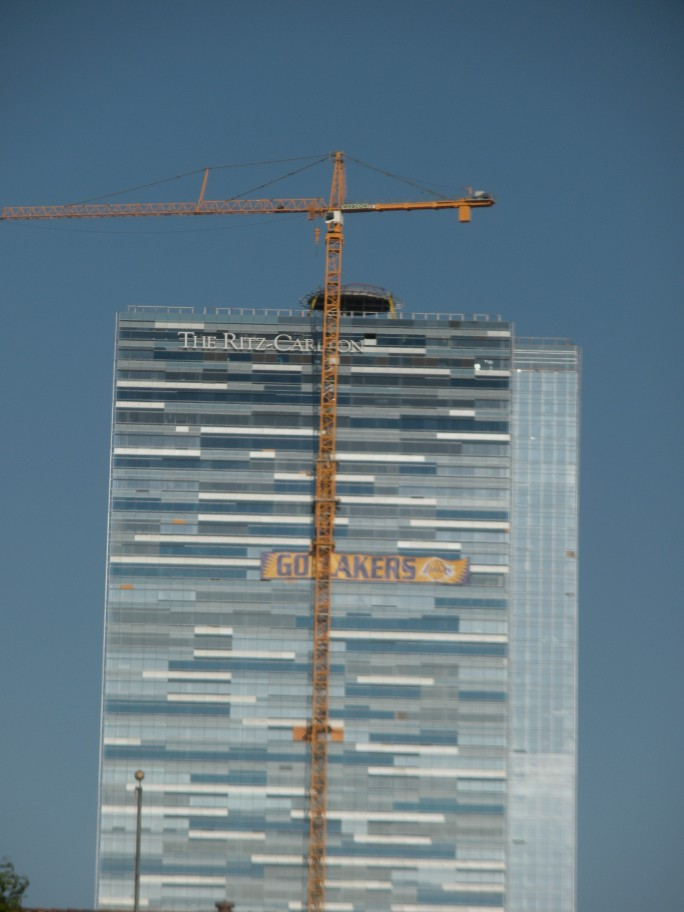
Hotel Ritz Carlton en construcción dentro del complejo L.A. Live, con un mensaje de apoyo para Los Angeles Lakers.

LA Live es un complejo de entretenimiento en el Centro de Los Ángeles, California, Estados Unidos, adyacente al Crypto.com Arena. LA Live costó aproximadamente $ 2500 millones de dólares y fue desarrollado por Anschutz Entertainment Group (AEG), Wachovia Corp, Televisión Azteca y la firma de inversión MacFarlane Partners, con la ayuda de los contribuyentes de Los Ángeles. Cuenta con 520.257 m² de apartamentos, salones de baile, bares, teatros para conciertos, restaurantes, cines y un hotel de 54 pisos. El complejo se convirtió en la sede de AEG y Herbalife en diciembre de 2008. Junto al Centro de Convenciones y Crypto.com Arena varios eventos Olímpicos se llevarán a cabo en LA Live en 2028.

## Cronología
La construcción empezó en diciembre de 2005. Se espera que el distrito reavive el centro de la ciudad de Los Ángeles y ayude a competir en el ámbito de centros de convenciones con las ciudades de San Diego y San Francisco.
La primera fase abrió en octubre de 2007 en la que se inauguraron l Peacock Theatre, Peacock Plaza, una plaza con tiendas, al igual que un estacionamiento subterráneo, de un total de 4,000 espacio de parqueo.
| Fase       | Descripción de la fase | Apertura          |
| ---------- | --- | ----------------- |
| Fase 1     | Peacock Theater y Peacock Plaza | Completado        |
| Fase 2     | Estudio ESPN y un restaurante ESPN Zone, un complejo de arcade, restaurantes, Grammy Museum, Club Novo, Lucky Strike bowling alley, y el Conga Room | Completado        |
| Fase final | Un Ritz-Carlton y un JW Marriott de 54 pisos y 14 salas de cine convirtiéndolo como el buque insignia de la costa oeste para Regal Cinemas          | Completado (2010) |

## Características

### Peacock Plaza
Peacock Plaza es una área al aire libre de 3.716 m² que sirve como lugar de encuentro para LA Live. La plaza tiene unas pantallas led gigantes y además ha sido el lugar de varias alfombras rojas. Por ejemplo, el 24 de junio de 2010, fue el lugar para la alfombra roja del estreno oficial de la película The Twilight Saga: Eclipse entre otras varias.

### Peacock Theater y Club Novo

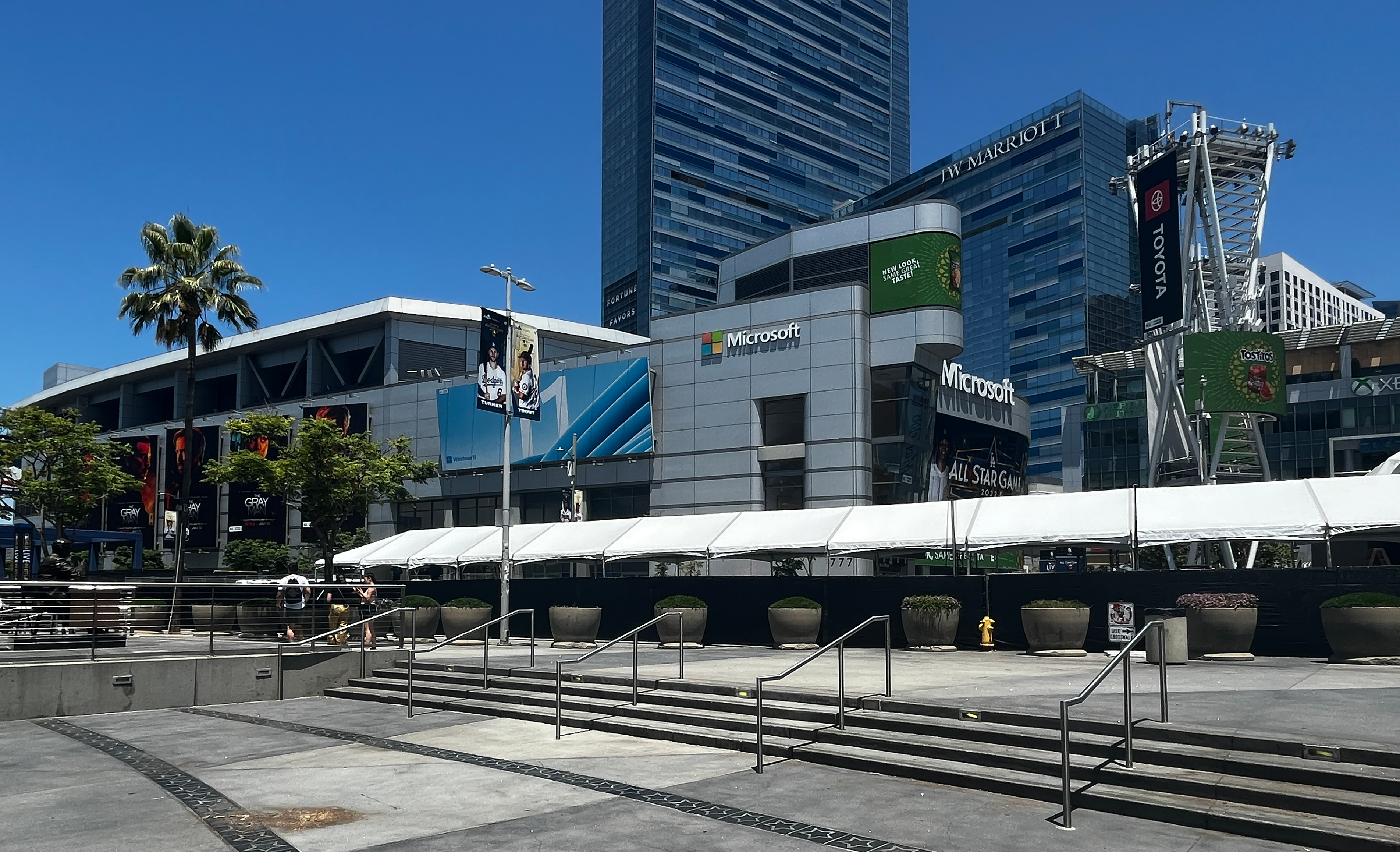
El Peacock Theater visto desde Chick Hearn Court.

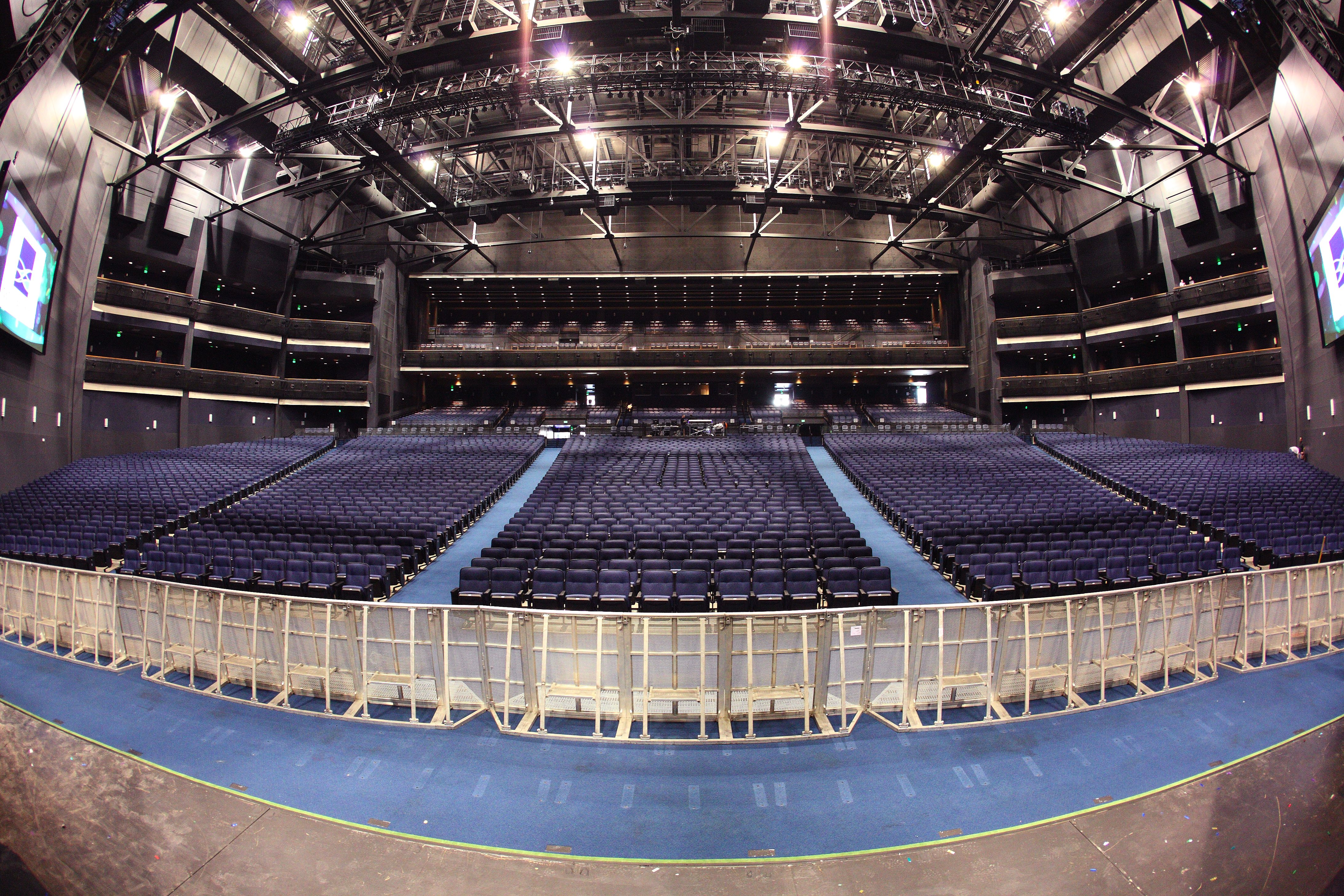
Interior del Peacock Theater visto desde su escenario.

El  Peacock Theater (anteriormente conocido como Nokia Theater y Microsoft Theater) es un teatro con 7100 asientos destinado principalmente a los conciertos, mientras que el Club Novo tiene una capacidad de 2300 personas y se usa para eventos culturales y pequeños conciertos. El teatro ha sido sede de varios premios del cine, música y televisión. Por ejemplo, el teatro ha sido anfitrión de los Premios ESPY, los MTV VMA's, Premios Primetime Emmys, Premios Radio Disney, Premios Billboard y los Premios American Music. El primer evento programado en el Teatro Peacock fue un concierto de The Eagles y The Chicks el 18 de octubre de 2007.

### Grammy Museum
El National Academy of Recording Arts and Sciences, un museo sobre la historia de los Grammy Awards.

### Televisión
ESPN Network se mudó a su nueva sede cuando la segunda fase del proyecto se completó a finales de 2008. Un estudio y un restaurante ESPN Zone abrieron en el mismo edificio de ESPN cerca de la Calle Figueroa y Chick Hearn Court.
Además el centro de televisión está planeado que acomode la cobertura de entretenimiento, incluyendo deportes por ABC, noticias y transmisiones musicales.

### Hotel y residencias
La pieza maestra del distrito es una torre de 54 pisos y 1.001 habitaciones con dos hoteles híbridos construidos encima del estacionamiento que está al norte del Staples Center. Los rascacielos son de la franquicia Ritz-Carlton y JW Marriott.

### Espacio de oficinas
En los espacios de oficinas son ocupados por la AEG y Herbalife en la cual se mudaron a su nueva sede de L.A. Live en diciembre de 2008.